# Teoria àcid-base de Brønsted i Lowry
El químic danès Johannes Nicolaus Brønsted i l'anglès Thomas Martin Lowry publicaren el 1923 de forma independent una teoria sobre el comportament dels àcids i de les bases que superava la vigent en aquells anys, la teoria àcid-base d'Arrhenius, ja que aquesta podia aplicar-se a qualsevol mena de dissolvent, mentre que la d'Arrhenius només podia emprar-se en dissolucions aquoses. Segons aquesta nova teoria, un àcid és una substància que pot cedir protons, i una base és una substància que en pot acceptar. Un àcid i una base són conjugats quan estan relacionats per l'equació:
Com a exemples tenim:
NH₄+  H+ + NH₃
Els àcids i les bases poden ser ions o molècules neutres. Si es té en compte la solvatació del protó, H+, per part del dissolvent, la relació entre parelles conjugades en dissolució aquosa és:
En aquest cas l'aigua actua com un acceptor de protons, és a dir, com una base. El canvi es pot generalitzar així:

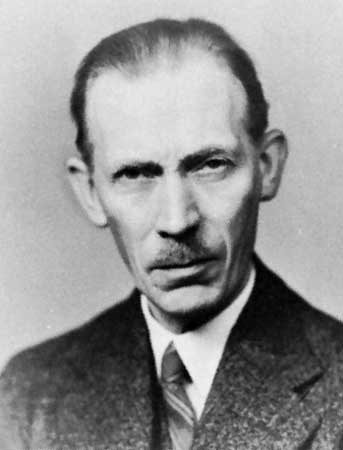
Johannes Nicolaus Brønsted
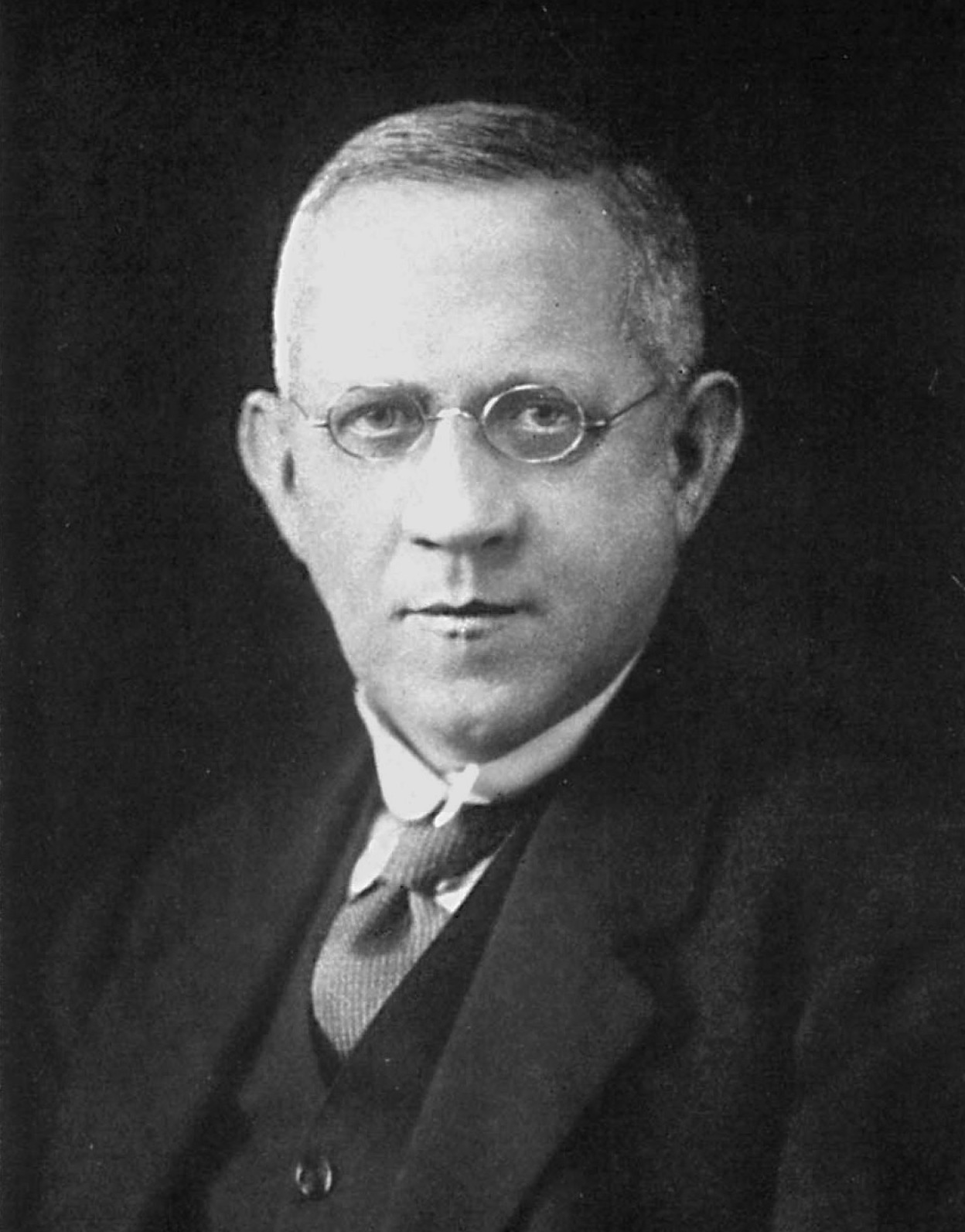
Thomas Martin Lowry

En aquest cas, l'àcid 1 és conjugat a la base 1 i l'àcid 2 ho és a la base 2. Cal observar que l'aigua pot actuar com a àcid o com a base.
La definició de Brønsted-Lowry suggereix que un àcid serà tant més fort com major sigui la tendència a cedir protons, i una base serà tant més forta com més afinitat tingui pels protons. Però ja que l'àcid 1 ha de cedir protons a la base 2, la força d'un àcid en una reacció determinada depèn no només de la facilitat que tingui per cedir protons, sinó de la tendència a acceptar-los per part de la base. Així, per exemple, en dissolució aquosa, l'àcid clorhídric, HCl, és un àcid fort perquè l'aigua és una gran acceptora de protons i la següent reacció es desplaça molt cap a la dreta:
Tanmateix, en dissolució d'àcid acètic glacial, que no té molta tendència a acceptar protons, l'equilibri:
es desplaça lleugerament cap a l'esquerra, i l'àcid clorhídric, en aquest cas, és un àcid dèbil.
La tendència a captar o perdre protons per part del dissolvent s'expressa indicant que tenen caràcter protofílic o protogènic, que expressa la seva tendència com a acceptor de protons (caràcter de base) o com a donador de protons (caràcter d'àcid) respectivament. Molts dissolvents poden captar o perdre protons i són anomenats anfipròtics: aigua, amoníac, etc. Existeixen també els que no mostren cap tendència a captar-los o cedir-los i són designats com apròtics com, per exemple, el ciclohexà o el benzè. Alguns dissolvents són només protofílics, com l'èter etílic, o només protogènics, com el fluorur d'hidrogen, HF, i en les seves dissolucions només pot manifestar-se el caràcter àcid o el caràcter bàsic de la substància dissolta.